# Dyskografia RBD
Dyskografia RBD, meksykańskiego zespołu muzycznego działającego w latach 2004–2009 w składzie: Dulce María, Anahí, Maite Perroni, Christian Chávez, Christopher Uckermann, Alfonso Herrera (w 2020 roku bez Dulce Marii i Alfonso Herrery; od 2023 roku bez ALfonso Herrery), składa się z dziewięciu albumów studyjnych (pięć hiszpańskojęcznych, jeden w języku angielskim i hiszpańskim, trzy w języku portugalskim i hiszpańskim), sześciu albumów koncertowych, trzech EP-ek, dwudziestu singli, jednego soundtracku i czternastu teledysków.
Muzyka RBD łączy głównie pop-rock i muzykę latynoską. RBD popularyzowało również wprowadzenie do muzyki latynoskiej brzmień reggaetonu (piosenka „Money Money” z albumu Rebels (2006)), co stało się trendem w latynoamerykańskim przemyśle muzycznym w latach późniejszych.
Pierwszy studyjny album RBD został wydany 30 listopada 2004 roku i był promowany przez cztery single, z czego większość piosenek promowała telenowelę Zbuntowani na potrzeby której powstał zespół. Pochodzą z niego trzy piosenki, które przyniosły grupie rozpoznawalność tj. „Rebelde”, „Solo Quédate en Silencio” i „Sálvame”, zaś 19 lipca 2005 roku wydano album koncertowy Tour Generación RBD En Vivo z pierwszej części ich pierwszej trasy koncertowej. 22 września 2005 roku wydano ich drugi album studyjny Nuestro Amor, który w ciągu siedmiu godzin od premiery uzyskał status platyny osiągając sprzedaż 160 tys. krążków. Album Nuestro Amor otrzymał nominację do nagrody Latin Grammy w kategorii Najlepszy album duetu/zespołu. Ponadto pod koniec 2005 roku premierę miała miejsce portugalskojęzyczna wersja ich debiutanckiego krążka pod nazwą Rebelde (Edição Brasil). W 2006 roku łącznie wydano aż pięć albumów RBD, jeden koncertowy, dwa oryginalne studyjne oraz dwie wersje portugalskojęzyczne tych poprzednio wydanych. 4 kwietnia 2006 roku w sprzedaży pojawił się ich drugi album koncertowy Live in Hollywood na którym zarejestrowano ich koncert akustyczny z Pantages Theatre w Los Angeles. 22 maja 2006 roku wydano ich drugi portugalskojęzyczny album, Nosso Amor Rebelde (wersja Nuestro Amor). Z kolei ich trzeci oryginalny album, Celestial został wydany 21 listopada 2006 roku. W dniu premiery sprzedano 100 tys. egzemplarzy w Meksyku, zaś w ciągu pierwszego tygodnia od premiery w Stanach Zjednoczonych sprzedano tam 137 tys. kopii. Wersja portugalskojęzyczna Celestial, Celestial (Versão Brasil) trafiła do sprzedaży kilkanaście dni później, 4 grudnia. Zaś 15 dni później wydano ich czwarty album, zawierający oryginalne piosenki w języku angielskim i hiszpańskim, Rebels. Podumowaniem dorobku muzycznego RBD z 2006 roku były dwa albumy koncertowe z ich drugiej trasy koncertowej Tour Celestial, Live in Rio nagrany w Rio de Janeiro i wydany 2 lutego 2007 roku oraz Hecho en España, czyli koncert w Madrycie wydany 2 października tego samego roku. Miesiąc później premierę miał ich piąty oryginalny album studyjny Empezar Desde Cero, który był nagrywany, gdy RBD pozostawało w trasie koncertowej. W 2008 roku RBD ruszyło w trasę Empezar Desde Cero Tour, gdzie promowało album o tej samej nazwie, ale ze względu na ogłoszony rozpad zespołu w sierpniu 2008 roku przekształcono część tej trasy koncertowej w trasę pożegnalną pod nazwą Gira Del Adiós World Tour, która zakończyła się w grudniu tego samego roku. W jej trakcie promowano piosenki z ich ostatniego wspólnego albumu Para Olvidarte de Mí, który wydano 10 marca 2009 roku. Zaledwie 16 dni później w sprzedaży pojawił się album koncertowy Live in Brasília z pierwszej części ich trasy z 2008 roku, a jeden z ostatnich koncertów grupy zarejestrowano i wydano pod nazwą Tournée do Adeus 2 grudnia 2009 roku.
3 września 2020 roku, 16 lat od debiutu RBD, katalog z muzyką RBD został udostępniony w wielu platformach streamingowych m.in. Spotify. Promotorem zespołu został Guillermo Rosas, dyrektor T6H Entertainment, w porozumieniu z Televisą. Jak wyjaśnił Rosas, dyskografia RBD została wydana przez wytwórnię EMI, którą w 2012 roku wykupiło Universal Music Group, dlatego udostępnienie dyskografii zespołu było możliwe po procesie odnowienia licencji i uregulowania dostępu do korzystania z nazwy zespołu. W dniu debiutu muzyki RBD w serwisie Spotify, playlista „This is RBD” z hitami zespołu została odtworzona 175 tysięcy razy, co pobiło dotychczasowy rekord odtworzeń playlisty z ówcześnie aktualnymi hitami koreańskiego zespołu BTS (125 tys. w 24h). 
30 września 2020 roku potwierdzono, że czworo z sześciu dotychczasowych członków RBD powróci jako RBD w wirtualnym koncercie Ser o Parecer: The Global Virtual. W międzyczasie reaktywowano profil RBD w serwisie YouTube. 17 listopada Christopher von Uckermann, Maite Perroni, Anahí i Christian Chavez wydali pierwszy po 12 latach przerwy, singiel RBD o nazwie „Siempre He Estado Aquí” (pol. Zawsze tutaj byłem). 26 grudnia 2020 roku, 12 lat po ostatnim koncercie RBD w pełnym składzie w grudniu 2008 roku, Uckermann, Perroni, Chavez i Anahi wystąpili w prawie dwugodzinnym wirtualnym koncercie wykonując nowy singiel i największe hity zespołu.
25 sierpnia 2023 roku RBD w składzie: Dulce Maria, Anahi, Maite Perroni, Christian Chavez i Christopher von Uckermann rozpoczęli trasę koncertową Soy Rebelde Tour po Ameryce Północnej i Łacińskiej, która ma zakończyć się w grudniu 2023 roku.

## Albumy

### Albumy studyjne
| Rok                                 | Album                                                                                                   | Pozycje na listach przebojów | Pozycje na listach przebojów | Pozycje na listach przebojów | Pozycje na listach przebojów | Pozycje na listach przebojów | Sprzedaż             | Certyfikat |                      |
| Rok                                 | Album                                                                                                   | US                           | US Latin                     | MEX                          | ESP                          | BRA                          | Sprzedaż             | Certyfikat |                      |
| W języku hiszpańskim                | W języku hiszpańskim                                                                                    | W języku hiszpańskim         | W języku hiszpańskim         | W języku hiszpańskim         | W języku hiszpańskim         | W języku hiszpańskim         | W języku hiszpańskim | W języku hiszpańskim | W języku hiszpańskim |
| ----------------------------------- | --- | ---------------------------- | ---------------------------- | ---------------------------- | ---------------------------- | ---------------------------- | -------------------- | --- | -------------------- |
| 2004                                | Rebelde - Wydany: 30 listopada 2004 - Format: CD, digital download - Wytwórnia: EMI                     | 95                           | 1                            | 1                            | 1                            | —                            |                      | - RIAA: 4xPlatynowy - AMPROFON: Diamentowy + Złoty - ABPD: 6xPlatynowy - ASINCOL: 4xPlatynowy - IFPI Chile: Platynowy    |                      |
| 2005                                | Nuestro Amor - Wydany: 22 września 2005 - Format: CD, digital download - Wytwórnia: EMI                 | 88                           | 1                            | 1                            | 3                            | —                            | - Świat: 12.000.000  | - RIAA: 2xPlatynowy - AMPROFON: 3xPlatynowy + Złoty - ABPD: 2xPlatynowy - ASINCOL: 3xPlatynowy - PROMUSICAE: 2xPlatynowy |                      |
| 2006                                | Celestial - Wydany: 21 listopada 2006 - Format: CD, digital download - Wytwórnia: EMI                   | 15                           | 1                            | 9                            | 2                            | —                            |                      | - AMPROFON: Platynowy + Złoty - ABPD: Diamentowy - PROMUSICAE: Złoty                                                     |                      |
| 2007                                | Empezar Desde Cero - Wydany: 20 listopada 2007 - Format: CD, digital download - Wytwórnia: EMI          | 60                           | 1                            | 4                            | 4                            | —                            |                      | - AMPROFON: 4xPlatynowy - ABPD: Złoty - ASINCOL: Platynowy - PROMUSICAE: Złoty - CAPIF: Złoty - AVINPRO: 2xPlatynowy     |                      |
| 2009                                | Para Olvidarte de Mí - Wydany: 10 marca 2009 - Format: CD, digital download - Wytwórnia: EMI            | —                            | 3                            | 3                            | 17                           | —                            |                      | |                      |
| W języku portugalskim i hiszpańskim | |                              |                              |                              |                              |                              |                      | |                      |
| 2005                                | Rebelde (Edição Brasil) - Wydany: 1 listopada 2005 - Format: CD, digital download - Wytwórnia: EMI, SBT | —                            | —                            | —                            | —                            | —                            |                      | |                      |
| 2006                                | Nosso Amor Rebelde - Wydany: 22 maja 2006 - Format: CD, digital download - Wytwórnia: EMI               | —                            | —                            | —                            | —                            | —                            |                      | - ABPD: 2xPlatynowy |                      |
| 2006                                | Celestial (Versão Brasil) - Wydany: 4 grudnia 2006 - Format: CD, digital download - Wytwórnia: EMI      | —                            | —                            | —                            | —                            | —                            |                      | |                      |
| W języku angielskim i hiszpańskim   | |                              |                              |                              |                              |                              |                      | |                      |
| 2006                                | Rebels - Wydany: 19 grudnia 2006 - Format: CD, digital download - Wytwórnia: EMI, Virgin Records        | 40                           | —                            | 74                           | 1                            | 1                            |                      | - AMPROFON: Złoty - PROMUSICAE: Złoty - RIAJ: Złoty                                                                      |                      |

### Albumy koncertowe
| Rok  | Album                                                                                               | Pozycje na listach przebojów | Pozycje na listach przebojów | Pozycje na listach przebojów | Pozycje na listach przebojów | Pozycje na listach przebojów | Certyfikat                                                                           |
| Rok  | Album                                                                                               | US                           | US Latin                     | MEX                          | ESP                          | EU                           | Certyfikat                                                                           |
| ---- | --------------------------------------------------------------------------------------------------- | ---------------------------- | ---------------------------- | ---------------------------- | ---------------------------- | ---------------------------- | ------------------------------------------------------------------------------------ |
| 2005 | Tour Generación RBD En Vivo - Wydany: 19 lipca 2005 - Format: CD, digital download - Wytwórnia: EMI | —                            | 6                            | —                            | 13                           | —                            | - RIAA: Platynowy - AMPROFON: Platynowy + Złoty - ABPD: Złoty - ASINCOL: 2xPlatynowy |
| 2006 | Live in Hollywood - Wydany: 4 kwietnia 2006 - Format: CD, digital download - Wytwórnia: EMI         | —                            | 4                            | 14                           | 34                           | —                            | - RIAA: 2xPlatynowy - AMPROFON: Platynowy + Złoty - ASINCOL: Złoty                   |
| 2007 | Live in Rio - Wydany: 2 lutego 2007 - Format: CD - Wytwórnia: EMI                                   | —                            | —                            | —                            | —                            | —                            | - AMPROFON: Platynowy                                                                |
| 2007 | Hecho en España - Wydany: 2 października 2007 - Format: CD, digital download - Wytwórnia: EMI       | —                            | —                            | 21                           | 47                           | —                            | - AMPROFON: Platynowy                                                                |
| 2009 | Live in Brasília - Wydany: 26 marca 2009 - Format: CD, digital download - Wytwórnia: EMI            | —                            | —                            | —                            | —                            | —                            |                                                                                      |
| 2009 | Tournée do Adeus - Wydany: 2 grudnia 2009 - Format: CD, digital download - Wytwórnia: EMI           | —                            | —                            | —                            | —                            | —                            |                                                                                      |

### Ścieżki dźwiękowe
| Rok  | Album                                                                 | Utwory |
| ---- | --------------------------------------------------------------------- | --- |
| 2007 | RBD: La Familia - Wydany: 14 marca 2007 - Format: CD - Wytwórnia: EMI | 1. „Quiero poder” 2. „Rebelde” 3. „Ensina-me” (wersja portugalska „Enséñame”) 4. „Qué Hay Detrás (wersja akustyczna)” 5. „Así Soy Yo” 6. „Que Fue Del Amor” 7. „Futuro Ex-Novio” 8. „Save me” (wersja angielska „Salvame”) 9. „Este Corazón (wersja akustyczna)” 10. „Una Canción (live)” |

## Single
W tabeli przedstawiono wszystkie oficjalnie wydane single RBD i ich najwyższe pozycje w notowaniach następujących list przebojów: US Billboard Hot 100 (US), US Billboard Hot Latin Songs (US Latin), US Latin Pop Airplay (US LPS) i innych:
| Rok  | Tytuł                      | Pozycje na listach przebojów | Pozycje na listach przebojów | Pozycje na listach przebojów | Pozycje na listach przebojów | Pozycje na listach przebojów | Pozycje na listach przebojów | Pozycje na listach przebojów | Album                |
| Rok  | Tytuł                      | US                           | US Latin                     | US LPS                       | MEX                          | ESP                          | BRA                          | ROM                          | Album                |
| ---- | -------------------------- | ---------------------------- | ---------------------------- | ---------------------------- | ---------------------------- | ---------------------------- | ---------------------------- | ---------------------------- | -------------------- |
| 2004 | „Rebelde”                  | —                            | 37                           | —                            | 1                            | —                            | —                            | —                            | Rebelde              |
| 2004 | „Solo Quédate en Silencio” | —                            | 2                            | —                            | 1                            | —                            | —                            | —                            | Rebelde              |
| 2005 | „Sálvame”                  | —                            | —                            | 27                           | 1                            | 1                            | 1                            | —                            | Rebelde              |
| 2005 | „Un Poco de Tu Amor”       | —                            | —                            | —                            | —                            | —                            | —                            | —                            | Rebelde              |
| 2005 | „Nuestro Amor”             | —                            | 6                            | —                            | 1                            | —                            | —                            | 33                           | Nuestro Amor         |
| 2005 | „Aún Hay Algo”             | —                            | 24                           | —                            | 1                            | —                            | 11                           | —                            | Nuestro Amor         |
| 2006 | „Tras De Mí”               | —                            | —                            | —                            | 1                            | —                            | —                            | —                            | Nuestro Amor         |
| 2006 | „Este Corazón”             | —                            | 10                           | —                            | 1                            | —                            | —                            | —                            | Nuestro Amor         |
| 2006 | „No Pares”*                | —                            | —                            | —                            | —                            | —                            | —                            | —                            | Live in Hollywood    |
| 2006 | „Ser o Parecer”            | 84                           | 1                            | —                            | —                            | —                            | 21                           | 10                           | Celestial            |
| 2006 | „Tu Amor”                  | 65                           | —                            | —                            | —                            | —                            | 6                            | —                            | Rebels               |
| 2007 | „Celestial”                | —                            | —                            | —                            | —                            | —                            | —                            | —                            | Celestial            |
| 2007 | „Bésame Sin Miedo”         | —                            | 30                           | —                            | —                            | —                            | —                            | 36                           | Celestial            |
| 2007 | „Inalcanzable”             | —                            | 6                            | —                            | —                            | —                            | —                            | 44                           | Empezar Desde Cero   |
| 2008 | „Empezar Desde Cero”       | —                            | —                            | —                            | —                            | —                            | —                            | —                            | Empezar Desde Cero   |
| 2008 | „Y No Puedo Olvidarte”     | —                            | —                            | —                            | —                            | —                            | —                            | —                            | Empezar Desde Cero   |
| 2009 | „Para Olvidarte de Mí”     | —                            | —                            | —                            | —                            | —                            | —                            | —                            | Para Olvidarte de Mí |
| 2020 | „Siempre He Estado Aquí”   | —                            | —                            | —                            | —                            | —                            | —                            | —                            | —                    |

### Single promocyjne
W tabeli przedstawiono piosenki, które jako single były notowane na listach przebojów lub wydane przy innej okazji:
| Rok  | Tytuł                                   | Pozycje na listach przebojów | Pozycje na listach przebojów | Album                            |
| Rok  | Tytuł                                   | US Latin                     | US LPS                       | Album                            |
| ---- | --------------------------------------- | ---------------------------- | ---------------------------- | -------------------------------- |
| 2005 | „Otro Día Que Va”                       | —                            | —                            | Rebelde                          |
| 2005 | „Enséñame”                              | —                            | —                            | Rebelde                          |
| 2006 | „México, México”                        | —                            | —                            | México, México                   |
| 2006 | „Lento”                                 | —                            | —                            | Más Flow: Los Benjamins          |
| 2006 | „Wanna Play”                            | —                            | —                            | Rebels                           |
| 2006 | „Money Money”                           | —                            | —                            | Rebels                           |
| 2007 | „Algún Día”                             | —                            | 14                           | Celestial                        |
| 2007 | „Dame”                                  | 38                           | 14                           | Celestial                        |
| 2008 | „Estar Bien” (ft. Kudai, Eiza González) | —                            | —                            | Empezar Desde Cero (Fan Edition) |

### Single wydane w Brazylii
W tabeli przedstawiono single w języku portugalskim wydane w Brazylii i ich najwyższe notowania na brazylijskiej liście przebojów (Hot 100 Brasil):
| Rok  | Tytuł                  | Pozycje na listach przebojów | Album                     |
| Rok  | Tytuł                  | BRA                          | Album                     |
| ---- | ---------------------- | ---------------------------- | ------------------------- |
| 2005 | „Fique Em Silêncio”    | 3                            | Rebelde (Edição Brasil)   |
| 2006 | „Salva-me”             | 12                           | Rebelde (Edição Brasil)   |
| 2006 | „Nosso Amor”           | 1                            | Nosso Amor Rebelde        |
| 2006 | „Venha de Novo o Amor” | 22                           | Nosso Amor Rebelde        |
| 2006 | „Atrás de Mim”         | 2                            | Nosso Amor Rebelde        |
| 2006 | „Esse Coração”         | 2                            | Nosso Amor Rebelde        |
| 2006 | „Ser ou Parecer”       | 2                            | Celestial (Versão Brasil) |

## Teledyski
| Rok  | Piosenka                   | Album                |
| ---- | -------------------------- | -------------------- |
| 2004 | „Rebelde”                  | Rebelde              |
| 2004 | „Solo Quédate en Silencio” | Rebelde              |
| 2005 | „Sálvame”                  | Rebelde              |
| 2005 | „Nuestro Amor”             | Nuestro Amor         |
| 2005 | „Aún Hay Algo”             | Nuestro Amor         |
| 2006 | „México, México”           | —                    |
| 2006 | „Ser O Parecer”            | Celestial            |
| 2006 | „Tu Amor”                  | Rebels               |
| 2007 | „Celestial”                | Celestial            |
| 2007 | „Bésame Sin Miedo”         | Celestial            |
| 2007 | „Inalcanzable”             | Empezar Desde Cero   |
| 2008 | „Empezar Desde Cero”       | Empezar Desde Cero   |
| 2009 | „Para Olvidarte de Mí”     | Para Olvidarte de Mí |
| 2020 | „Siempre He Estado Aquí”   | —                    |